# Бэлчешти
Бэлчешти (рум. Bălcești) — город в Румынии, в жудеце Вылча.

## География
Занимает площадь в 98,12 км². Находится в 65 км от административного центра жудеца Рымнику-Вылча.
В состав города административно входят 8 деревень: Бенешти, Горунешти, Иримешти, Киркулешти, Кырлогани, Отетелишу, Преоцешти и Сату-Поени.

## Население
Население (2007) — 5710 человек.